# 人間の鎖

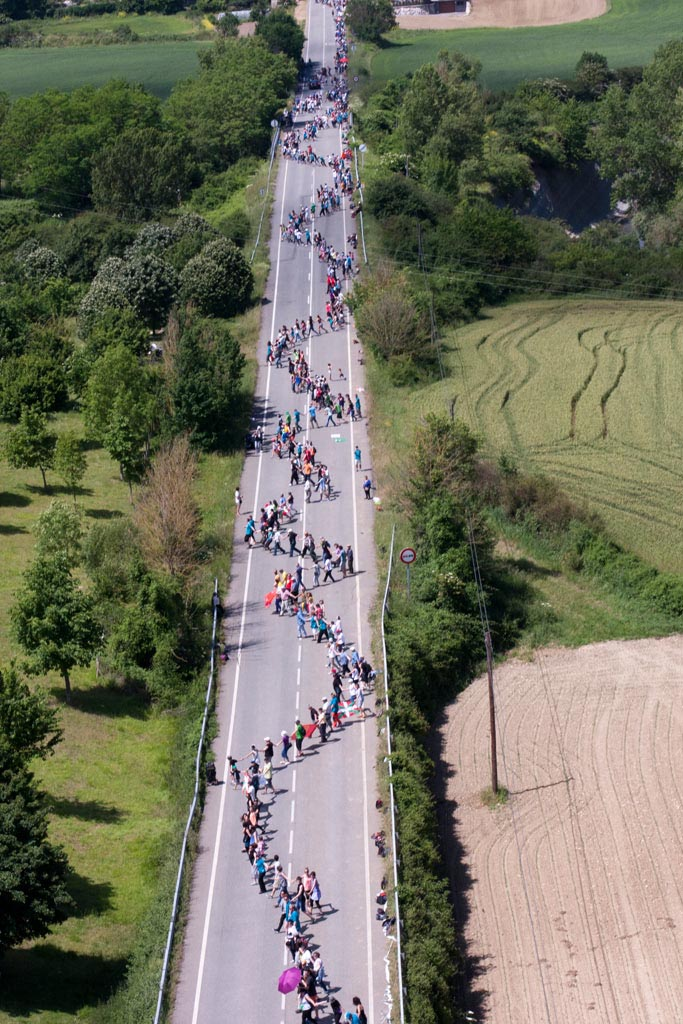
上空から撮影された人間の鎖（2014年、バスク地方にて）

人間の鎖（にんげんのくさり）とは、示威運動の一種。政治的な抗議や要求を目的として、デモ活動の参加者が鎖のように手をつなぐこと。

## 代表例
- 1987年には沖縄県でアメリカ空軍嘉手納基地に反対する住民が基地を取り囲んだ。
- バルトの道 : ソビエト連邦からの独立を目的として1989年にバルト三国で行われた人間の鎖。
- カタルーニャ独立への道 : スペインからの独立を目的として2013年にカタルーニャ州で行われた人間の鎖。
- カタルーニャの道2014 : 2014年にカタルーニャ州で行われた人間の鎖。